# Travsport i Sverige
Travsport har förekommit i Sverige sedan 1800-talet.

## Tävlingar
Varje dag utom julafton körs det lopp runt om i Sverige.
Det otvivelaktigt största travloppet i Sverige ur internationell synpunkt är Elitloppet på Solvalla, som körs den sista söndagen i maj varje år. Det största nationella loppet för 4-åriga hästar är Svenskt Travderby, som körs på Jägersro den första söndagen i september varje år. För 3-åringar är det största loppet Svenskt Travkriterium på Solvalla den första söndagen i oktober och för 2-åringar är det Svensk Uppfödningslöpning på Jägersro i slutet av november. 

### Internationella tävlingar
- Olympiatravet, Åbytravet
- Elitloppet, Solvalla
- Åby Stora Pris, Åbytravet
- Hugo Åbergs Memorial, Jägersro
- Sto-EM, Solvalla
- Sundsvall Open Trot, Bergsåker
- Sprintermästaren, Halmstadtravet
- Årjängs Stora Sprinterlopp, Årjängstravet
- Harper Hanovers Lopp, Solvalla
- E3 för treåringar

Till dessa lopp bjuds internationella ekipage in för att delta.

### Nationella tävlingar
- Svenskt Travderby för fyraåringar, Jägersro
- Svenskt Trav-Kriterium för treåringar, Solvalla
- Svensk Uppfödningslöpning för tvååringar, Jägersro
- Stochampionatet, för fyraåriga ston, Axevalla travbana

För att delta i dessa lopp måste hästägaren betala insatser och hästen måste vara svenskfödd.

## Historik
De första organiserade travtävlingarna etablerades under 1800-talet i bland annat Frankrike och USA och sedan i Sverige. Tre olika varmblodiga hästraser förekom: den ryska orlovtravaren, den franska travaren och den amerikanska travaren. I Norden förekom mest tävlingar med kallblodsraserna nordsvenskar och finska kallblod. Trav är numera en stor sport i Skandinavien liksom även i bland andra USA, Kanada, Frankrike, Italien, Tyskland, Australien och Nya Zeeland.
Jägersro invigdes 1907 som den första travbanan i Sverige. Sedan har utvecklingen gått fort framåt till i dag då Sverige är ett av de ledande länderna inom travsporten. Svenskt trav bedrivs enligt ST (Svensk Travsport) på 33 banor spridda från Malmö i söder till Boden i norr. En stor del av travsporten i Sverige finansieras genom olika sorters ATG-spel.

## Dopning och regler
En av förbundet Svensk Travsports viktigaste uppgifter är att hålla sporten fri från dopning. Varje år tas cirka 4 500 dopningsprov, främst i samband med tävling. Dopningsprov tas även på hästar i träning och hästar hos uppfödare. Begreppet dopning har för travsporten en mycket striktare definition än inom humanidrotten där det är tillåtet att tävla med olika läkemedel. Dopning av häst är, enligt djurskyddslagens föreskrifter, behandlingar eller åtgärder som vid tävling/träning kan medföra positiva eller negativa förändringar av hästens aktuella prestationsförmåga eller temperament.
Det första fallet av anabola steroider inom svensk travsport uppdagades den 19 maj 2011 då tre av Nils Enqvists hästar testats positivt för doping vid ett oanmält besök.
Något som ibland uppmärksammats i Europa, och på senare tid även i Nordamerika, är att Nordamerikansk travsport tillåter att hästarna tävlar med det vätskedrivande medlet Lasix i kroppen, vilket klassas som dopning i hela Europa.
Inga hästar som är nervsnittade får tävla i Sverige, eller verka i svensk avelsverksamhet. Nervsnittning innebär att nervtrådar kapas, oftast i hovarna, så att hästarna inte känna något vid eventuell smärta. Nervsnittning uppmärksammades stort i Sverige efter att den amerikanskfödda hästen Propulsion segrat i 2020 års upplaga av Elitloppet, och uppgavs senare varit nervsnittad, något som är förbjudet inom svensk travsport.
Inga passgångslopp körs i Sverige, vilket beror till största del på att svensk djurskyddslagstiftning är strängare än i till exempel Nordamerika, där passgångslopp är vanligare än travlopp.

## Monté
Monté (franska för uppsutten) är en inriktning inom hästsporten där man rider travhästarna i stället för att köra dem i sulky. Det fanns länge ett förbud mot att köra montélopp i Sverige, men sedan 2004 är spel på montélopp tillåtet. Idag finns cirka 400 licensierade montéryttare som tävlar i runt 400 lopp varje år.
I oktober 2017 var för första gången ett montélopp, närmare bestämt Monté-SM på Åbytravet, med på V75-spelet i Sverige. Andra större lopp är till exempel Montéeliten som rids Elitloppsdagen på Solvalla samt Åby Stora Montépris, Åby Nordic Monté Trophy och Olympiamontén på Åbytravet.

## Ponnytrav
På nästan alla travbanor i Sverige arrangeras tävlingar med ponnyhästar. Ibland körs ponnylopp under större tävlingsdagar på banan, eller på egna dagar. I Sverige körs det cirka 1 200 ponnylopp varje år, och det finns ungefär 800 aktiva kuskar och ryttare (2019). Det anordnas även ponnymontétrav, där hästarna rids, istället för att köras i sulky.
Ponnytravet är indelat i två kategorier. Kategori A och Kategori B. Kuskarna som kör får vara mellan 8 och 25 år, beroende på vilken kategori de tävlar.
| Kategori   | Ålder på kusk/ryttare | Vanligaste hästras |
| ---------- | --------------------- | ------------------ |
| Kategori A | 8-15 år               | Shetlandsponny     |
| Kategori B | 13-25 år              | Gotlandsruss       |

## Totalisatorspel
Före interneteran hade Aktiebolaget Trav och Galopp (ATG) ensamrätt på att anordna totalisatorspel i Sverige. Numera finns det dock ett flertal bolag, till exempel Unibet, som marknadsför sina tjänster mot svenska spelare. Det finns skilda åsikter om detta är tillåtet. Däremot står det klart att svenska staten åtminstone hittills inte funnit något sätt att i praktiken upprätthålla ATG:s spelmonopol.
Nedan följer de fem högsta vinnaroddsen i Sverige.
| # | Häst          | Bana       | Datum            | Odds     |
| - | ------------- | ---------- | ---------------- | -------- |
| 1 | Romeo Express | Umåker     | 9 januari 1985   | 1 648,80 |
| 2 | Gyllenstjärna | Östersund  | 8 maj 1971       | 1 227,07 |
| 3 | Tunas Active  | Umåker     | 19 november 1972 | 951,26   |
| 4 | Dennis J:r    | Skellefteå | 21 februari 1976 | 815,04   |
| 5 | Bona          | Bergsåker  | 5 maj 1946       | 785,33   |

## Vojlockfärger

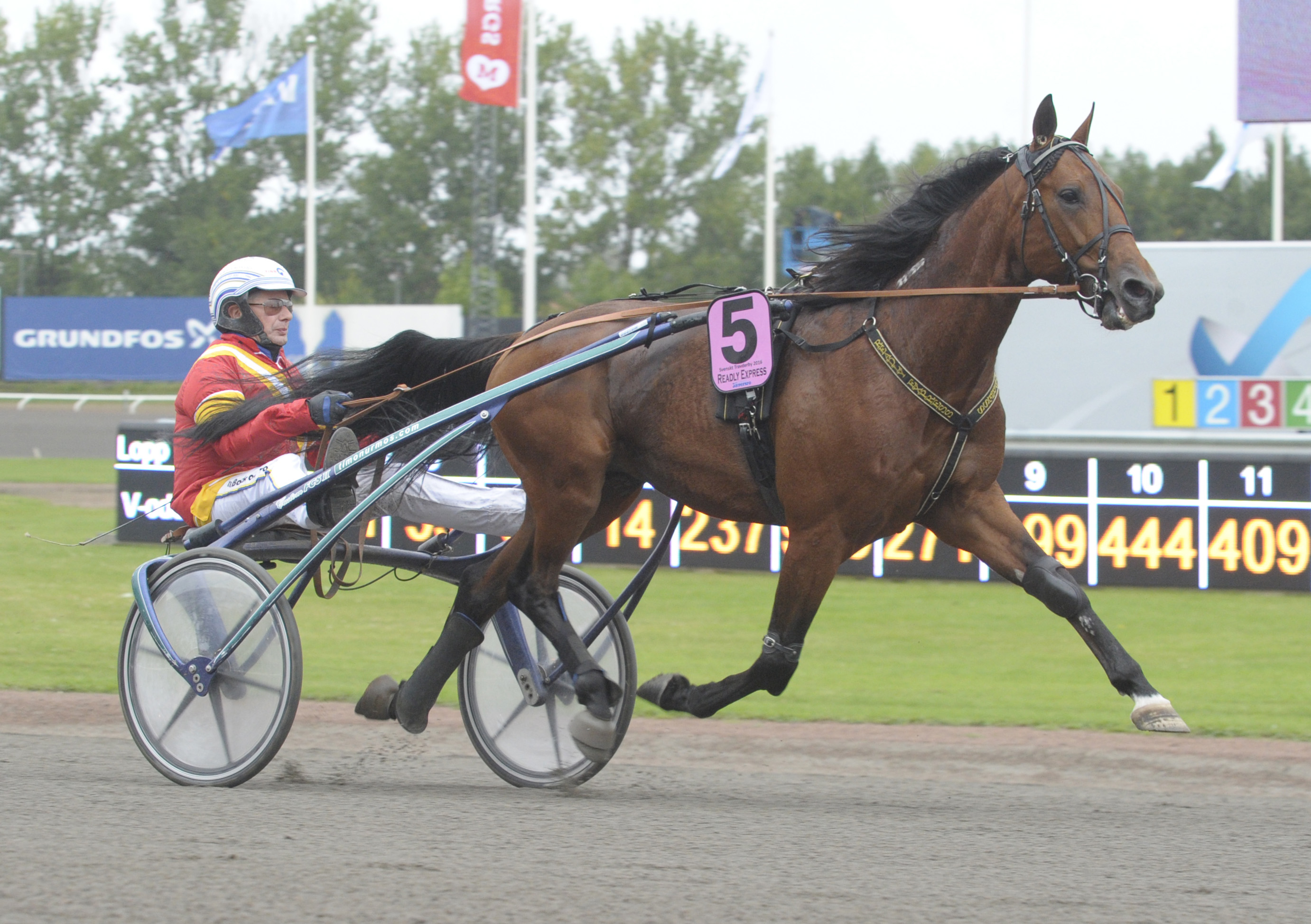
Svenskt Travderby 2016: Readly Express och Jorma Kontio, startar från spår 5 det tionde loppet för dagen, därav den rosa vojlockfärgen.

En vojlock är en slags plastbricka, som placeras över hästens rygg. Brickan har olika färg och nummer, beroende på startspår och loppnummer. Publiken ser i travprogrammet och på skyltar på travbanan om vilken färg som tillhör respektive lopp.
| Vojlockfärger inom Svensk travsport | Vojlockfärger inom Svensk travsport | Vojlockfärger inom Svensk travsport | Vojlockfärger inom Svensk travsport | Vojlockfärger inom Svensk travsport | Vojlockfärger inom Svensk travsport | Vojlockfärger inom Svensk travsport | Vojlockfärger inom Svensk travsport | Vojlockfärger inom Svensk travsport | Vojlockfärger inom Svensk travsport | Vojlockfärger inom Svensk travsport | Vojlockfärger inom Svensk travsport |
| ----------------------------------- | ----------------------------------- | ----------------------------------- | ----------------------------------- | ----------------------------------- | ----------------------------------- | ----------------------------------- | ----------------------------------- | ----------------------------------- | ----------------------------------- | ----------------------------------- | ----------------------------------- |
| 1                                   | 2                                   | 3                                   | 4                                   | 5                                   | 6                                   | 7                                   | 8                                   | 9                                   | 10                                  | 11                                  | 12                                  |

## Travbanor i Sverige
Tävlingar körs på följande banor:
| Travbana                         | Ort          | Förkortning | Bankod | Längd  | Upplopp | Invigd år |
| -------------------------------- | ------------ | ----------- | ------ | ------ | ------- | --------- |
| Arvika travbana                  | Arvika       | Ar          | 36     | 800 m  | 114 m   | 1954      |
| Axevalla travbana                | Skara        | Ax          | 08     | 1000 m | 227 m   | 1956      |
| Bergsåker travbana               | Sundsvall    | B           | 09     | 1000 m | 200 m   | 1932      |
| Bodentravet (Torpgärdan)         | Boden        | Bo          | 11     | 1000 m | 200 m   | 1943      |
| Bollnästravet                    | Bollnäs      | Bs          | 12     | 1000 m | 207 m   | 1955      |
| Dannero travbana                 | Kramfors     | D           | 13     | 1000 m | 200 m   | 1957      |
| Eskilstuna travbana (Sundbyholm) | Eskilstuna   | E           | 14     | 1000 m | 182 m   | 1955      |
| Färjestadstravet                 | Karlstad     | F           | 15     | 1000 m | 177 m   | 1936      |
| Gävletravet                      | Gävle        | G           | 16     | 1000 m | 178 m   | 1938      |
| Hagmyren                         | Hudiksvall   | H           | 17     | 1000 m | 161 m   | 1956      |
| Halmstadtravet                   | Halmstad     | Hd          | 18     | 1000 m | 203 m   | 1957      |
| Hotingtravet                     | Hoting       | Hg          | 37     | 800 m  | 160 m   | 1967      |
| Jägersro                         | Malmö        | J           | 07     | 1000 m | 190 m   | 1907      |
| Kalmartravet                     | Kalmar       | Kr          | 19     | 1000 m | 207 m   | 1965      |
| Karlshamnstravet                 | Karlshamn    | Kh          | 44     | 800 m  | 157 m   | 1993      |
| Lindesbergs travbana (Fornaboda) | Lindesberg   | L           | 21     | 1000 m | 192 m   | 1951      |
| Lyckseletravet                   | Lycksele     | Ly          | 38     | 1000 m | 200 m   | 1955      |
| Mantorptravet                    | Mantorp      | Mp          | 22     | 1000 m | 177 m   | 1965      |
| Ovikens travbana (Ovalla)        | Oviken       | Ov          | 39     | 800 m  | 140 m   | 1971      |
| Romme travbana                   | Borlänge     | Ro          | 23     | 1000 m | 205 m   | 1955      |
| Rättviks travbana                | Rättvik      | Rä          | 24     | 1000 m | 187 m   | 1955      |
| Skellefteåtravet                 | Skellefteå   | Sk          | 25     | 1000 m | 175 m   | 1952      |
| Solvalla                         | Stockholm    | S           | 05     | 1000 m | 196 m   | 1927      |
| Solängets travbana               | Örnsköldsvik | Sä          | 26     | 1004 m | 193 m   | 1952      |
| Tingsrydtravet                   | Tingsryd     | Ti          | 46     | 1609 m | 285 m   | 2003      |
| Umåkers travbana                 | Umeå         | U           | 27     | 1000 m | 184 m   | 1944      |
| Vaggerydstravet                  | Vaggeryd     | Vg          | 43     | 1000 m | 200 m   | 1995      |
| Visbytravet (Skrubbs)            | Visby        | Vi          | 28     | 1000 m | 156 m   | 1948      |
| Åbytravet                        | Mölndal      | Å           | 06     | 1000 m | 180 m   | 1936      |
| Åmålstravet (Mörtebol)           | Åmål         | Åm          | 29     | 800 m  | 105 m   | 1953      |
| Årjängstravet                    | Årjäng       | År          | 31     | 1000 m | 205 m   | 1936      |
| Örebrotravet                     | Örebro       | Ö           | 32     | 1000 m | 175 m   | 1954      |
| Östersundstravet                 | Östersund    | Ös          | 33     | 1000 m | 218 m   | 1936      |

## Kuskar i urval
- Olle Goop
- Stig H Johansson
- Johan Untersteiner
- Örjan Kihlström
- Sören Nordin
- Björn Goop
- Erik Adielsson
- Ove R Andersson
- Veijo Heiskanen
- Lutfi Kolgjini
- Jan-Olov Persson
- Daniel Redén
- Joakim Lövgren
- Johnny Takter
- Adrian Kolgjini
- Jennifer Tillman
- Peter Ingves
- Torbjörn Jansson
- Jorma Kontio
- Thomas Uhrberg
- Peter Untersteiner
- Åke Svanstedt
- Patrik Andersson
- Stefan Melander
- Robert Bergh
- Christoffer Eriksson

## Hästar i urval
- Big Noon
- Järvsöfaks
- Victory Tilly
- Legolas
- Ego Boy
- Frances Bulwark
- Copiad
- Ina Scot
- Queen L
- Scarlet Knight
- Zoogin
- From Above
- Utah Bulwark
- Gidde Palema
- Gigant Neo
- Going Kronos
- Conny Nobell
- Digger Crown
- Callit
- Giant Diablo
- Hilda Zonett
- Commander Crowe
- Triton Sund
- Maharajah
- Nuncio
- Mosaique Face
- Magic Tonight